# Mimegralla albimana
Mimegralla albimana är en tvåvingeart som först beskrevs av Carl Ludwig Doleschall 1856. Mimegralla albimana ingår i släktet Mimegralla och familjen skridflugor. Insekten förekommer i Japan, Marianerna, Indonesien och Mikronesien. Inga underarter finns listade i Catalogue of Life.